# Massacre de Gikondo
La massacre de Gikondo va ser l'assassinat massiu d'unes 110 persones d'ètnia tutsi, inclosos nens, que es van refugiar en una església polonesa de la missió dels Pal·lotins a Gikondo, Kigali. La massacre va tenir lloc el 9 d'abril de 1994 i va ser executada per la milícia Interahamwe sota la supervisió de la guàrdia presidencial hutu. La massacre va ser la primera prova absoluta d'un genocidi descobert per UNAMIR durant el genocidi ruandès el 1994.

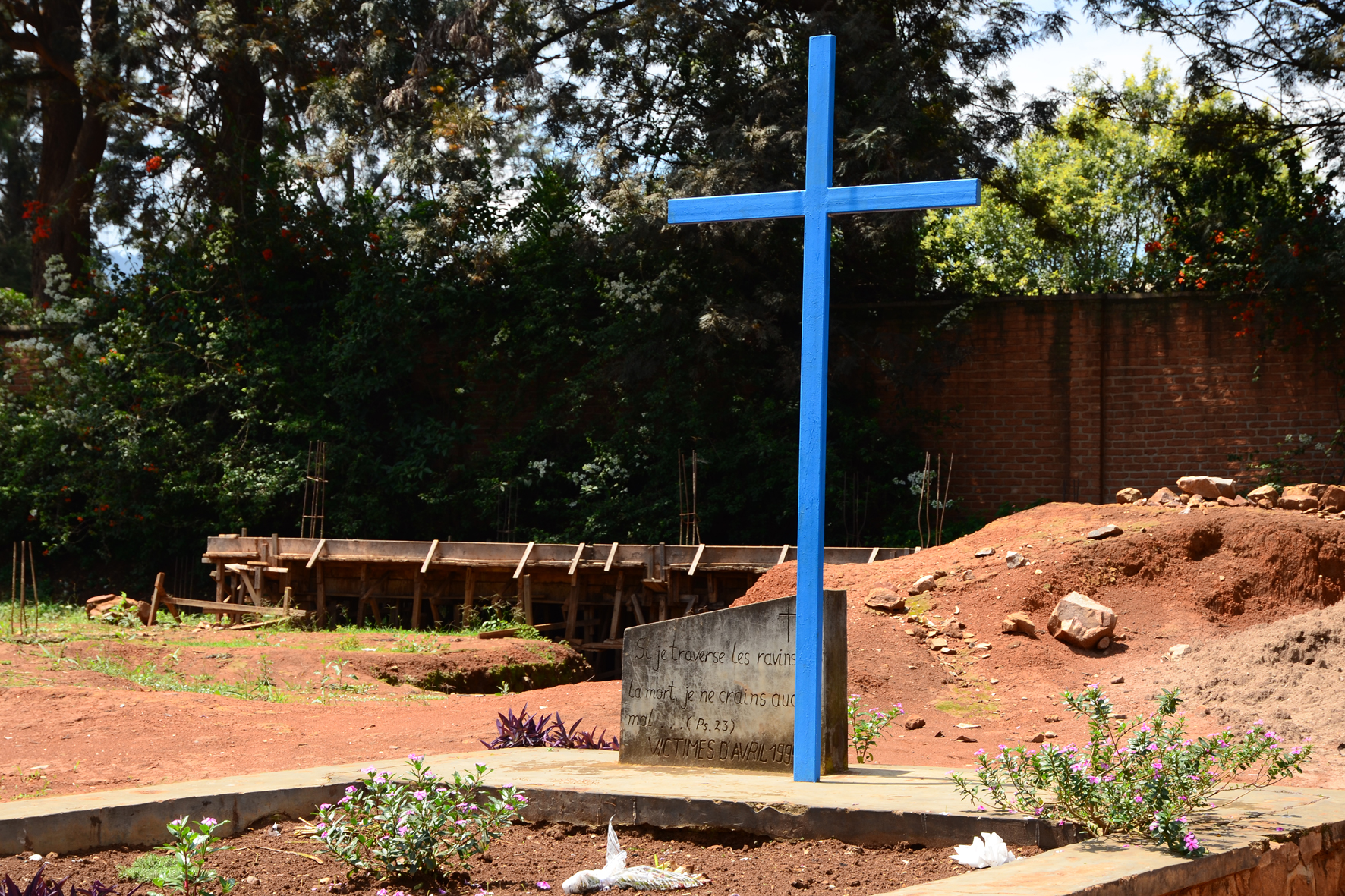
Creu al lloc del genocidi

## Preludi
El genocidi ruandès va començar el 6 d'abril de 1994, després que l'avió que portava el president de Ruanda, Juvénal Habyarimana, i el president de Burundi, Cyprien Ntaryamira, va ser derrocat mentre tocava pista de l'Aeroport Internacional de Kigali, que és àmpliament considerat com el senyal directe per iniciar les accions anteriorment planificades. Tots dos eren hutus. Les milícies Interahamwe i Impuzamugambi van iniciar cerques sistemàtiques i internes de persones que tenien identitat tutsi, que posteriorment van ser assassinades amb pedres i matxets. Les persones que vivien al barri de Gikondo havien fugit a l'església pal·lotina, amb l'esperança de trobar refugi i sentir-se segurs.

## La massacre
El matí del 9 d'abril de 1994, dos soldats guàrdies presidencials i dos gendarmes van entrar a l'església i van començar a comprovar les cartes d'identitat de les persones reunides a l'església. Van ordenar a les poques persones d'identitat hutu que abandonessin l'església. Un dels sacerdots va protestar afirmant que totes les persones que hi havia a l'interior eren cristians practicants i els membres de la congregació pal·lotina, però els gendarmes van dir que "l'església albergava inyenzi [paneroles]". i els gendarmes van continuar examinant les targetes d'identitat. Un oficial de la guàrdia presidencial va entrar a l'església, dient als soldats que no gastessin bales, ja que els interahamwe aviat vindrien amb matxets.
Poc a prop de 100 milicians interahamwe van entrar a l'església i van començar a matar persones, colpejant-los amb pedres i tallant-los amb els matxets, tallant braços, cames, genitals i les cares de les persones aterrides que intentaven protegir els nens sota els bancs. Algunes persones van ser arrossegades fora de l'església i atacades al pati. Es van cremar les cartes d'identitat dels assassinats. La matança va continuar durant dues hores després de la qual foren escorcollades totes les instal·lacions. La milícia va abandonar el recinte de l'església.
Hi havia observadors polonesos desarmats de l'ONU a l'església: el major Jerzy Mączka i el major Ryszard Chudy, ue supervisaven la implementació dels acords d'Arusha signats el 4 d'agost de 1993 en representació de la UNAMIR. Quan va començar l'atac a l'església, el major Jerzy Mączka es trobava en un jardí a prop de l'església i va intentar contactar amb la seu de la UNAMIR a Kigali per dirigir algunes unitats operatives belgues o de Bangladesh a l'església. Inicialment, tots els canals del sistema Motorola estaven bloquejats amb altres trucades d'ajuda. Eventualment, va aconseguir transmetre l'informe sobre els assassinats en curs a l'oficial d'obligacions de la UNAMIR, capità Godson Zowonogo. Tanmateix la resposta del capità va ser negativa, va argumentar que havia estat informat de molts esdeveniments similars a la capital i que la intervenció directa dels soldats de la UNAMIR en tots aquests llocs era impossible. El Major Mączka també va intentar contactar amb un oficial del Front Patriòtic Ruandès (Tutsi) que estava situat a Kigali.

## Conseqüències
Els dos oficials polonesos juntament amb els sacerdots i monjos pal·lottins, van començar a donar els primers auxilis als ferits, separant-los dels morts, que van ser arrossegats a dues fosses comunes fetes per treballadors de confiança dels pal·lotins. La feina era molt urgent a causa de la calor que hauria accelerat el procés de descomposició dels cadàvers. Els ferits van ser traslladats a l'església, on les monges pal·lottinea els proporcionaven, en la mesura del possible, aigua. A la directiva principal de Mączka, els sacerdots van recollir una part de les cartes d'identitat semicremades dels morts perquè puguin ser utilitzades per identificar els cadàvers enterrats. El major Mączka també va prendre fotografies documentant la massacre.
A la tarda del 9 d'abril van arribar dues ambulàncies de la Creu Roja Internacional amb equips mèdics francesos i el delegat cap del CICR a Ruanda, el suís Philippe Gaillard. A petició dels dos oficials de l'exèrcit polonès, dos ruandesos greument ferits van ser traslladats a l'hospital. Es creu que són les úniques persones que van sobreviure a la massacre.
Aquesta mateixa tarda un blindat de la UNAMIR va arribar amb el canadenc Major Brent Beardsley i dos altres oficials de l'exèrcit polonès, Major Marek Pazik i Major Stefan Stec, que van filmar les seqüeles de la massacre.
Una altra tragèdia es va produir pocs dies després en una capella pal·lotina privada que estava al costat de l'església. Uns onze ruandesos tutsis, inclosos els nens que van aconseguir sobreviure al primer atac a l'església, es van refugiar a la capella, on el pare Zdzisław, els va brindar els subministraments necessaris per sobreviure. Quan els membres d'Interahamwe van descobrir que encara hi havia refugiats a la capella, la van cremar després de mullar-la amb gasolina. Ningú va sobreviure.
La massacre de Gikondo està sota la jurisdicció del Tribunal Penal Internacional per a Ruanda.